# Заволжье (город)

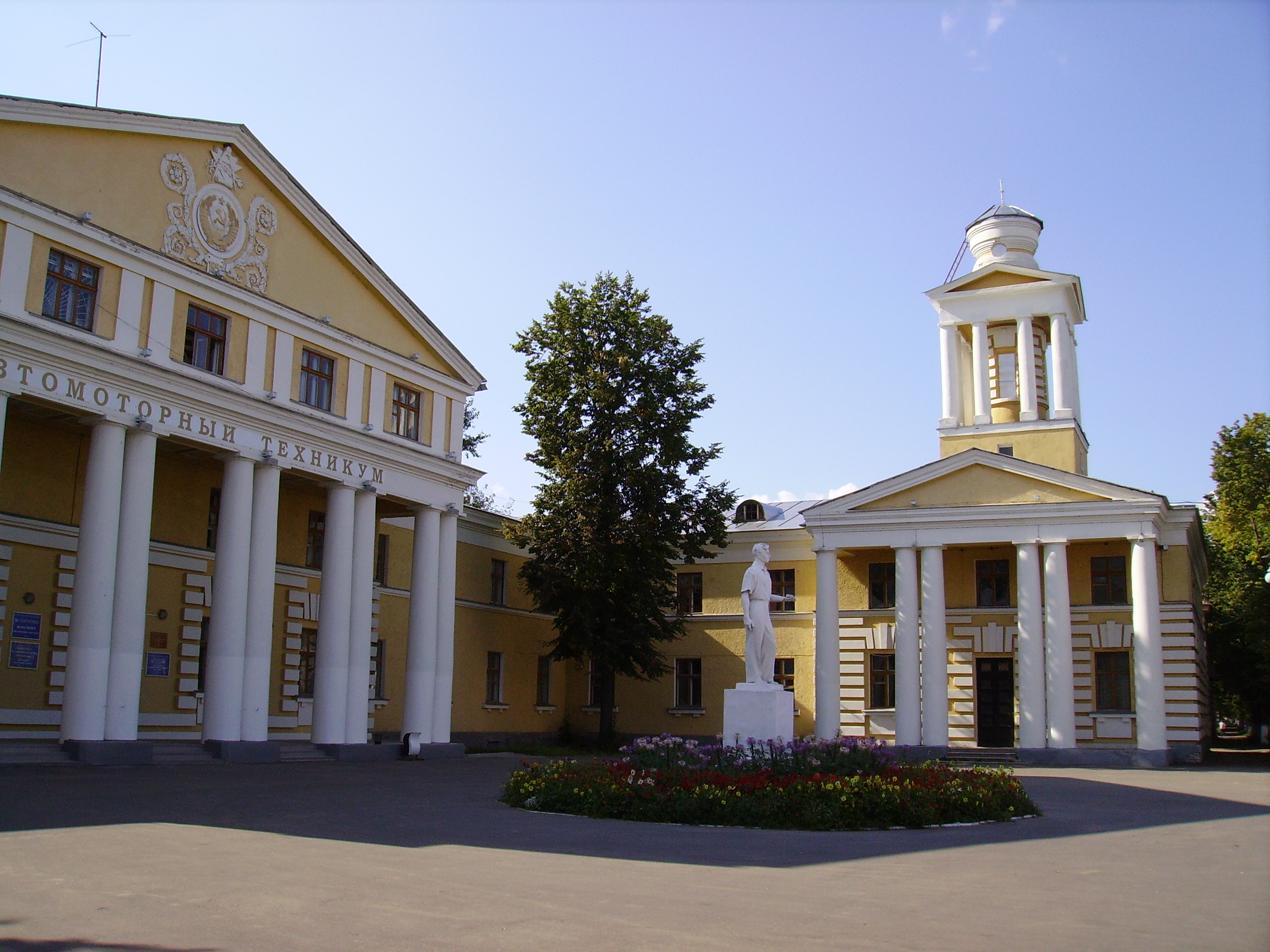
Автомоторный техникум

Заво́лжье — город (с 1964) в Нижегородской области России. Входит в Городецкий муниципальный округ, в составе которого представляет собой административно-территориальное образование (город районного значения) и одноимённое муниципальное образование город Заволжье со статусом городского поселения как единственный его населённый пункт.

## География
Город расположен на берегу Горьковского водохранилища на низком правом берегу Волги напротив города Городца, в 55 км к северо-западу от города Нижнего Новгорода. Центры Заволжья и Балахны разделяет 24 км, между их окраинами — 12 км.

## Название
Название несколько парадоксально, ибо Заволжьем традиционно именуется (по отношению к западному берегу) левый, а не правый берег Волги. В данном случае название города происходит от расположения за Волгой по отношению к древнему Городцу.

## История
Во времена раздробленности Руси, до основания города, на его территории обитали мордовцы, но в 1139 году, по легендам, богатырь Коломович отвоевал большую часть земель мордовских племён. В 1454 году была основана деревня Пестово.
Город вырос на месте деревни Пестово из посёлка рабочих, строивших Горьковскую ГЭС (ныне — Нижегородская ГЭС). Строительство началось в 1947 году.
Постановление правительства о строительстве Горьковской ГЭС вышло 16 ноября 1947 года. Первые строители жили в основном в Городце, а также в ближайших от стройки деревнях. В 1948 году во временном поселке появилось 17 сборных финских деревянных домиков с печным отоплением. Большинство строителей жили в палатках, составляющих Зелёный городок, расположенный на опушке соснового бора. К концу 1948 года было завершено строительство железной дороги от станции Правдинск до строительной площадки. С 7 ноября установилась прямая связь с областным центром.
После открытия станции в конце 1950-х годов посёлок получил развитие как промышленный центр. Были созданы моторный завод, завод гусеничных тягачей, завод железобетонных конструкций. В 1964 году Заволжье получило статус города.
Распоряжением Правительства РФ от 29 июля 2014 года № 1398-р «Об утверждении перечня моногородов» город включён в категорию «Монопрофильные муниципальные образования Российской Федерации (моногорода), в которых имеются риски ухудшения социально-экономического положения».

## Население
| 1959    | 1967    | 1970    | 1979    | 1989    | 1992    | 1996    | 1998    | 2000    |
| ------- | ------- | ------- | ------- | ------- | ------- | ------- | ------- | ------- |
| 20 015  | ↗26 000 | ↗34 912 | ↗41 490 | ↗44 630 | ↗45 300 | ↗46 700 | ↗46 800 | ↘46 300 |
| 2001    | 2002    | 2003    | 2005    | 2006    | 2007    | 2008    | 2009    | 2010    |
| ↘46 000 | ↘43 971 | ↗44 000 | ↘42 900 | ↘42 600 | ↘42 200 | ↘42 001 | ↘41 744 | ↘40 460 |
| 2011    | 2012    | 2013    | 2014    | 2015    | 2016    | 2017    | 2018    | 2019    |
| ↘40 377 | ↘40 021 | ↘39 536 | ↘39 344 | ↘39 236 | ↘38 906 | ↘38 527 | ↘38 230 | ↘37 758 |
| 2020    | 2021    |         |         |         |         |         |         |         |
| ↘37 588 | ↘36 763 |         |         |         |         |         |         |         |

На 1 января 2025 года по численности населения город находился на 419-м месте из 1124 городов Российской Федерации.

## Экономика
На территории города действует более 25 заводов и предприятий. Среди них наиболее крупными являются:
- Заволжский моторный завод (ЗМЗ). В 2024 году ГК «Соллерс» начала серийное производство алюминиевых картеров на производственных мощностях завода. Для этого обновили техническое оснащение производственной площадки, инвестиции составили 710 миллионов рублей[27][28].
- Заволжский завод гусеничных тягачей (ЗЗГТ) — входит в группу «ГАЗ». Занимается производством гусеничных снегоболотоходов[29].
- Заволжский деревообрабатывающий завод[30].
- Завод по производству стеклянной фармацевтической упаковки немецкой компании Schott (открыт в мае 2011 года)[31].

В 2024 году компания «Импульс» выкупила завод «Леони Рус» («дочку» французской Leoni Wiring Systems) в Заволжье Нижегородской области. Предприятие переименовали «Завод Линк» и наладили выпуск жгутов проводов для завода Москвич. Планируемый объём производства — до 250 000—300 000 комплектов в год. На площадке занято более 2 000 сотрудников.
Ещё одним важным объектом инфраструктуры города является Нижегородская ГЭС. Является четвёртой ступенью Волжско-Камского каскада ГЭС. С энергосистемой России ГЭС соединяют 13 линий электропередач. Объём выработанной электроэнергии в 2020 году составил 2 355,1 млн кВт·ч. В 2024 году для станции установлен новый режим работы — наполнение водохранилища до отметок 83,5-83,6 метра во избежание разрушений в период паводка.

## Транспорт
Железнодорожная станция Заволжье-пассажирская (59,3 км от Нижнего Новгорода) — конечная станция электрифицированной ветки. Узел автодорог Нижний Новгород — Иваново и Заволжье — Городец — Линда. Есть пирс.
- Совмещенный железнодорожный и автобусный вокзал (ул. Привокзальная). Электропоезда и автобусы на Нижний Новгород. Также выполняются междугородные транзитные рейсы в Дзержинск, Ковернино, Сокольское, Хохлому, Чкаловск, Иваново, Пучеж, Юрьевец, Кинешму, пригородные в Городец, Чкаловск, Балахну и ряд населённых пунктов Городецкого и Чкаловского районов.
- Внутригородской транспорт. Имеется семь городских автобусных маршрутов, три следуют до ЗМЗ (Заволжский моторный завод) с разных концов города. Интервал на всех маршрутах 7-20 минут.

## Медицинские учреждения
- Городская больница № 1 (проспект Дзержинского).
- Городская поликлиника № 1.
- Городская детская поликлиника.
- Городская ветеринарная лечебница, (ул. Пирогова).
- Стоматологическая клиника «Лечение и консультация», (ул. Молодёжная).
- Городской центр стоматологии (ул. Пушкина).
- Медицинский центр «Медико» (ул. Пушкина).
- Медицинский центр «Авиценна» (ул. Пушкина).
- Медицинский центр «Альяна» (ул. Пушкина).
- Городская женская консультация (ул. Пирогова).
- Центр планирования семьи и брака.

## Досуг
- Развлекательный центр «Водолей»
- Гостиничный комплекс «Калипсо».
- Антикафе «ZAMOK».
- Боулинг-клуб «Strike».
- Ресторан «Суши-мин».
- Ресторан «Время суши».
- Бар-кафе Z.M.Z. BAR.
- Ночной клуб «Лето»

## Туризм
- Гостиница «Маленький отель».
- Гостиница «Волна».
- Гостиница «Калипсо».
- Кафе-сауна «Два кита».

## Спорт
В Заволжье существует городская футбольная команда «Мотор», ДЮСШ по хоккею «Мотор» и др. Есть стадион, который включает поле для футбола (с трибунами) и с беговыми дорожками, хоккейную коробку, поле для большого тенниса, бассейн (25 метров), дом спорта (с различными секциями), школы бокса, лыжную базу, стрелковый тир, ледовый дворец (с искусственным льдом).
13 августа 1998 года в городе родились Арина Аверина и её сестра-близнец Дина Аверина — многократные чемпионки мира и Европы по художественной гимнастике. Дина Аверина заняла 2-е, а Арина Аверина — 4-е место в финале личного многоборья по художественной гимнастике на летних Олимпийских играх 2020 года в Токио. [значимость факта?]

## Образование
В Заволжье есть 7 средних общеобразовательных школ, вечерняя школа, ЧОУРО « Городецкая православная гимназия имени святого благоверного князя Александра Невского», Заволжский автомоторный техникум (ЗАМТ).

## Достопримечательности
Застройка центра Заволжья, осуществленная в 1947—1950 гг. по проекту Н. П. Шеломова, отнесена к памятникам архитектуры. Зодчим удалось при планировке нового города создать интересный ансамбль, в котором нашли отражение традиции русского классицизма. Симметрична осевая композиция двух перетекающих друг в друга площадей, образованных трехэтажными домами с пилястрами дорического ордера и башнями.
В середине плотины, у развилки дорог на Иваново, Городец и Нижний Новгород установлен 10-метровый обелиск, на котором высечены названия организаций, сооружавших электростанцию и имена отличившихся строителей.
В Дзержинском микрорайоне с 2007 года работает церковь во имя Святой Троицы.
В начале городской аллеи, рядом с парком им. Гагарина находится городской дворец культуры.

## Города-побратимы
- США, Сан-Бернардино (Калифорния)[37].